# VMFA-323
El 323.er Escuadrón de Caza y Ataque (VMFA-323) es un escuadrón de F/A-18 Hornet del Cuerpo de Marines de los Estados Unidos. El escuadrón está basado en la Estación Aérea del Cuerpo de Marines de Miramar, California y se encuentra bajo el mando del 11.er Grupo Aéreo del Cuerpo de Marines y la 3.er Ala Aérea del Cuerpo de Marines pero se encuentra desplegado en la 17.ª Ala de Aviación Embarcada.

## Historia

### Segunda Guerra Mundial
El VMF-323 fue formado el 1 de agosto de 1943 en la Estación Aérea del Cuerpo de Marines de Cherry Point, Carolina del Norte. De acuerdo a la historia oral, el escuadrón obtuvo su nombre de tres pilotos de caza que mataron una serpiente de cascabel de 1,80 metros de largo y que colgaron su piel en la sala de alistamiento del escuadrón. El VMF-323 comenzó su entrenamiento con los F4U Corsair casi de inmediato preparándose para combatir en el teatro del Pacífico durante la Segunda Guerra Mundial. La mayor parte del entrenamiento del nuevo escuadrón fue realizado en la Estación Aérea del Cuerpo de Marines de El Centro  y en la Estación Aérea del Cuerpo de Marines de Camp Pendleton California. En julio de 1944, los Death Rattlers partieron hacia el Pacífico a bordo del Long Island. Durante los siguientes nueve meses, el VMF-323 voló en misiones de entrenamiento desde las bases en islas capturadas en el Pacífico Sur.

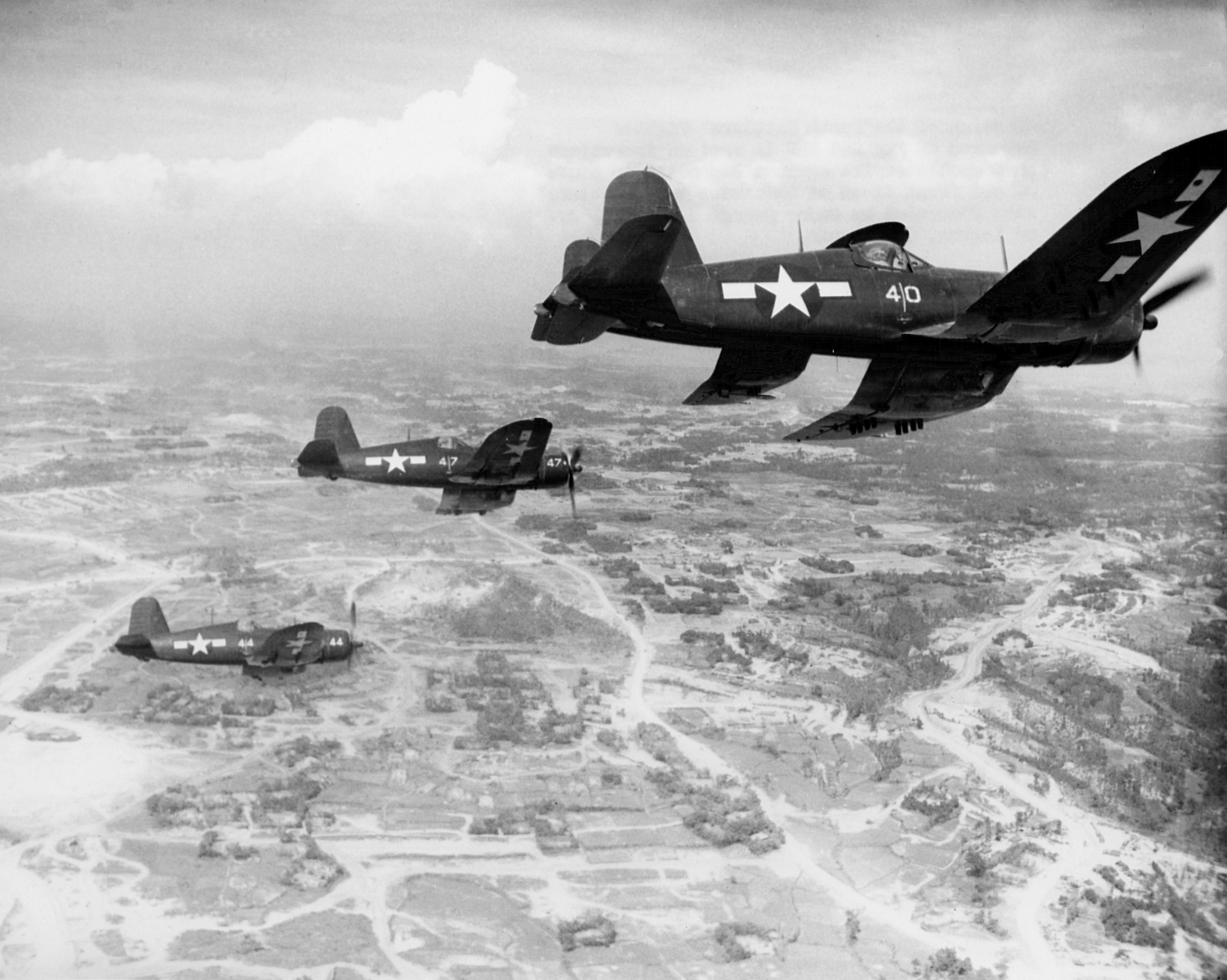
Aviones FG-1D del VMF-323 sobre Okinawa en 1945.

El 9 de abril de 1945, los Death Rattlers volaron hacia el aeropuerto de Kadena para prestar apoyo durante la batalla de Okinawa. Las operaciones de combate comenzaron al día siguiente. Entre esa fecha y la rendición de Japón en agosto, los Death Rattlers acumularon 124 aviones japoneses derribados sin perder ningún avión. Doce Death Rattlers se convirtieron en ases.
Después de la guerra, los Death Rattlers fueron basados en la Estación Aérea del Cuerpo de Marines de El Toro, donde realizaron ejercicios de entrenamiento. Fue durante ese tiempo que el escuadrón apareció en la película de 1949  Arenas sangrientas.

### Guerra de Corea y posguerra
Cuando la guerra de Corea comenzó en el año 1950, el escuadrón VMF-323 inició las operaciones de combate operando desde el USS Badoeng Strait como parte del 33.er Grupo Aéreo del Cuerpo de Marines, (MAG-33), apoyando a las fuerzas de tierra en la batalla del perímetro de Pusan, batalla de Inchon, batalla de la Reserva de Chosin y casi todas las otras principales campañas del conflicto. Durante una acción cerca de Kosong, el 11 de agosto de 1950, el piloto de un F4U Corsair del VMF-323, el capitán Vivian M. Moses, se convirtió en el primer piloto de la Infantería de Marina en morir en Corea. La unidad también participó en el ataque a la represa de Sui-ho Dam en junio de 1952.

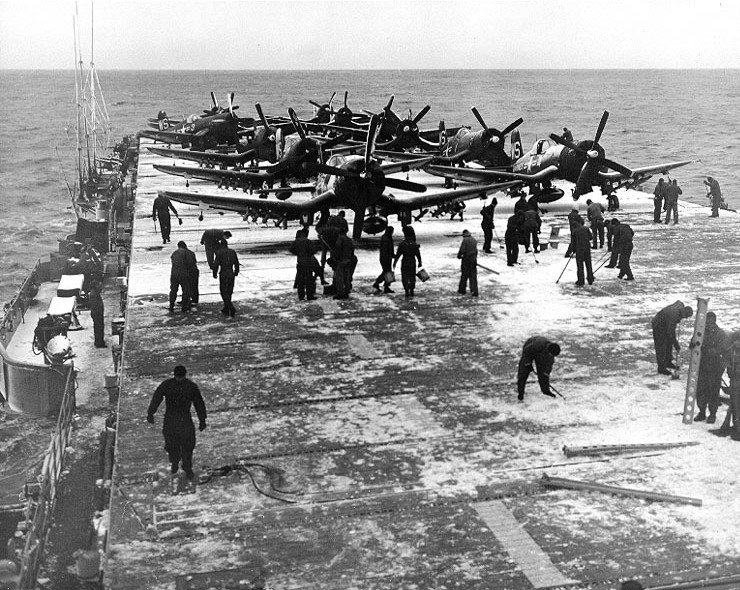
Aparatos F4U-4B del VMF-323 posados sobre el USS Badoeng Strait en el año 1950.

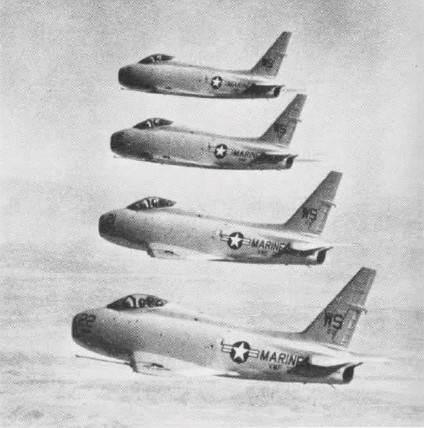
Aviones FJ-4B del VMF-323, aproximadamente en el año 1957.

El escuadrón fue redesignado como 323.er Escuadrón de Ataque del Cuerpo de Marines (VMA-323) en junio de 1952. Los Death Rattlers dejaron Corea en julio de 1953. Una vez de regreso en casa, el escuadrón comenzó a volar el F9F Panther y luego el F9F Cougar, una versión con ala en flecha del Panther. En el año 1966 el escuadrón recibió el FJ-4 Fury, con el cual fueron desplegados al Pacífico Occidental en el año 1957. Ese año, los Death Rattlers llevaron a cabo patrullas armadas sobre las islas Quemoy y Matsu en apoyo de las fuerzas nacionalistas chinas.
De regreso a la MCAS El Toro en el año 1959, el escuadrón cambió su aviones al F8U Crusader y fue asignado al portaaviones USS Oriskany.
En el año 1964 el escuadrón regresó a la MCAS Cherry Point, donde ellos recibieron su actual designación como el Escuadrón 323 de Caza y Ataque del Cuerpo de Marines (VMFA-323). Ese mismo año, los Death Rattlers comenzaron a volar el F-4 Phantom II. Durante la Operación Power Pack en el año 1965, los Death Rattlers proporcionaron cubierta aérea mientras los ciudadanos estadounidenses eran evacuados.

### Guerra de Vietnam
En la medida de que Estados Unidos se acercó a la guerra en Vietnam del Sur, los Death Rattlers fueron desplegados a la Base Aérea de Da Nang comenzando el 25 de octubre de 1965. Las operaciones de combate comenzaron al día siguiente de su arribo. El escuadrón perdió su primer avión una semana después de llegar cuando el oficial ejecutivo del escuadrón fue derribado por un misil superficie-aire sobre Vietnam del Norte. Fue el único F-4 de la infantería de marina en ser derribado por un misil superficie-aire durante la guerra. El 323 permaneció en Vietnam hasta el año 1969, volando misiones de combate desde Da Nang y Chu Lai.

### Década de 1980 hasta el 2001

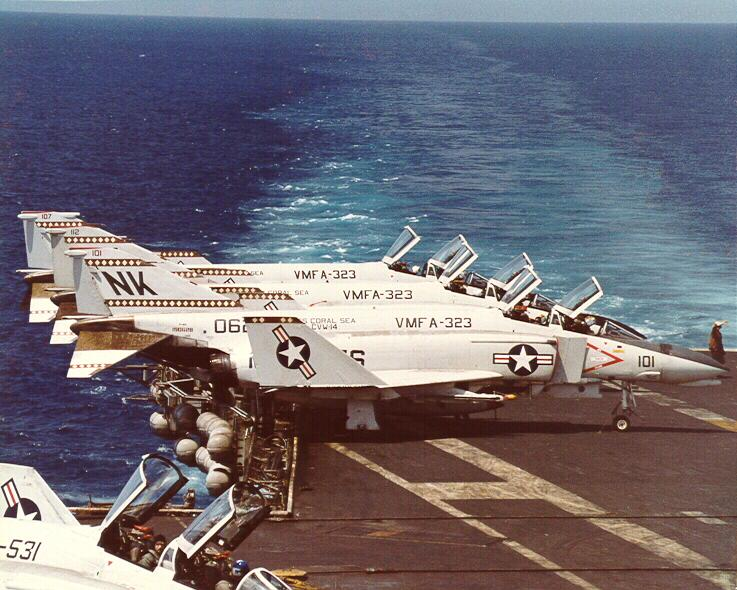
F-4N del VMFA-323 a bordo del USS Coral Sea, 1979/80.

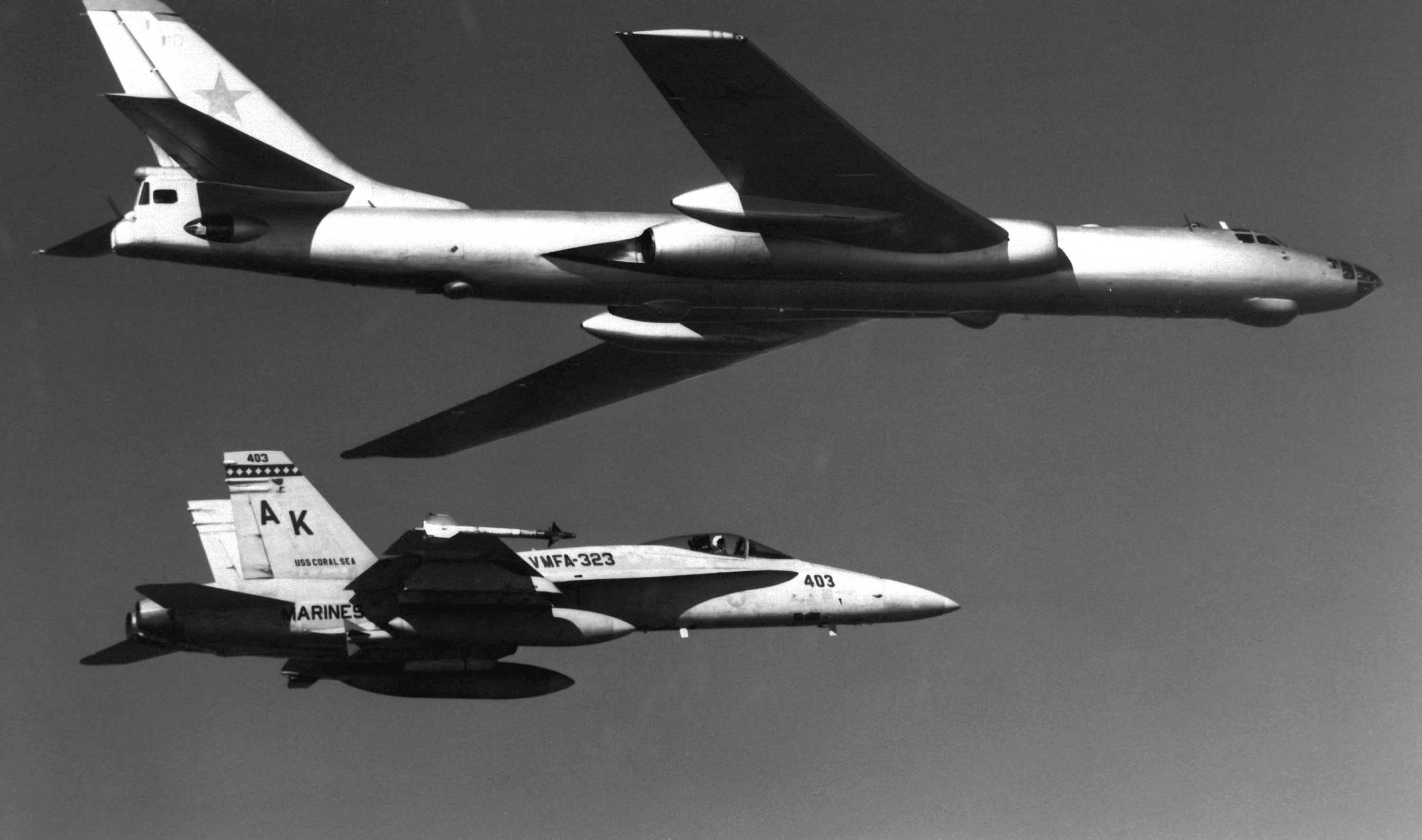
Un F/A-18A del VMFA-323 interceptando un Tu-16 soviético, 1986.

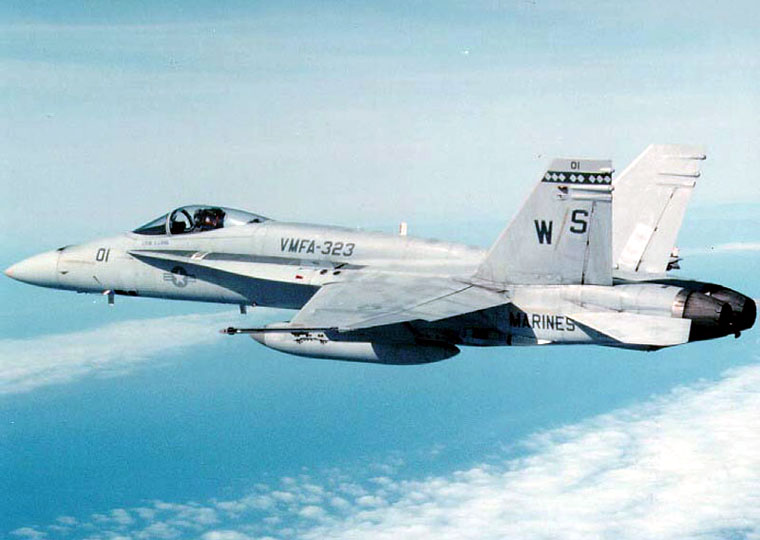
Un F/A-18 Hornet del VMFA-323.

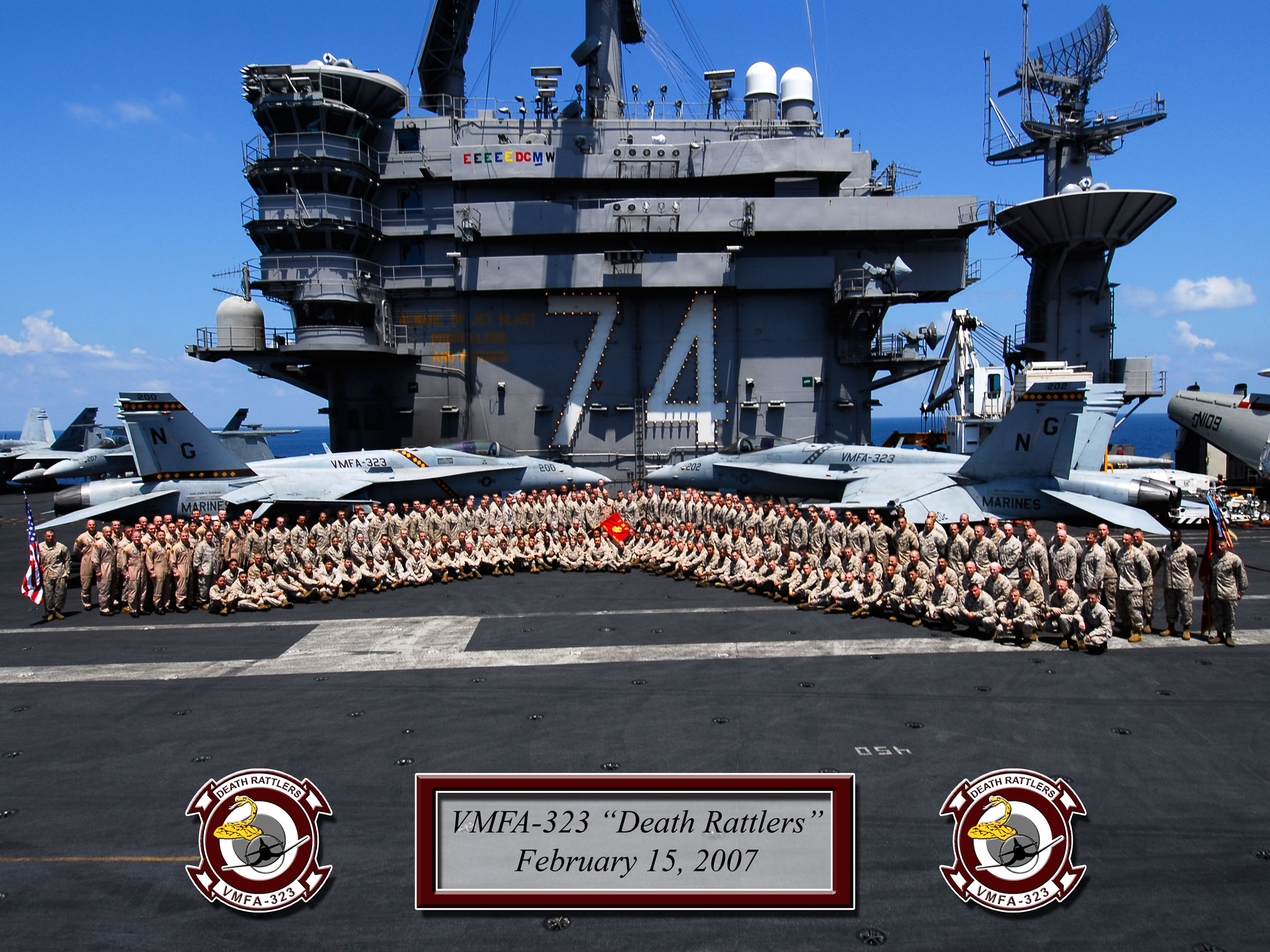
Foto de grupo del VMFA-323 con dos aviones del escuadrón mostrados con el código de cola NG del CVW-9 en vez del usual WS.

El 14 de septiembre de 1982, el VMFA-323 hizo el cambio a su actual avión, el F/A-18 Hornet. En octubre de 1985, el escuadrón se desplegó nuevamente a bordo del USS Coral Sea (CV-43), esta vez al Mar Mediterráneo. En la primavera de 1986 participó en el ejercicio de Libertad de Navegación llevado a cabo en aguas internacionales y el espacio aéreo frente a la costa de Libia. Más tarde el 15 de abril e 1986 proporcionó misiones de supresión de defensas aéreas enemigas y patrulla aérea de combate (en inglés: Combat Air Patrol, CAP) durante la Operación El Dorado Canyon.
En los años 1994, 1995, 1997, 1999 y 2001 los Death Rattlers volaron en misiones de apoyo durante la Operación Southern Watch.

### Guerra Global contra el Terror
El 2 de noviembre de 2002, el VMFA-323 se desplegó a bordo del USS Constellation como parte del CVW-2 para participar en la Operación Southern Watch. Mientras se encontraba desplegado, los "Death Rattlers" pasaron de la Operación Southern Watch a la Operación Iraqi Freedom llevando a cabo misiones contra Bagdad en la primera noche de la guerra.
El 2 de mayo de 2005, dos aviones F/A-18C Hornet pertenecientes al VMFA-323, BuNo 164721 y BuNo 164732, colisionaron sobre la parte sur central de Irak, durante una misión iniciada desde el USS Carl Vinson, muriendo el oficial ejecutivo y un oficial de grado inferior.

## Ases del escuadrón
Los siguientes pilotos miembros del escuadrón que se convirtieron en ases:
| - Jeremiah J. O'Keefe - 7,0 - John W. Ruhsam - 7,0 - Robert Wade - 7,0 - Joseph V. Dillard - 6,3 - Dewey F. Durnford - 6,3 - Francis A. Terrill - 6,1 | - George C. Axtell - 6,0 - Jefferson D. Dorroh - 6,0 - William L. Hood - 5,5 - Stuart C. Alley Jr. - 5,0 - Charles W. Drake - 5,0 - Albert P. Wells - 5,0 |

## Información adicional
- Un F-4N Phantom pintado con las marcas del escuadrón VMFA-323 puede ser visto en la cubierta de vuelo del Intrepid Sea-Air-Space Museum.[6]
- Jerry Coleman, posteriormente un "segunda base" en el equipo de béisbol New York Yankees, voló con el VMA-323 durante la guerra de Corea.[7]